# Acanthochondria limandae
Acanthochondria limandae är en kräftdjursart som först beskrevs av Kroyer 1863.  Acanthochondria limandae ingår i släktet Acanthochondria och familjen Chondracanthidae. Arten är reproducerande i Sverige. Inga underarter finns listade i Catalogue of Life.